# Crotalus pusillus
Crotalus pusillus este o specie de șerpi din genul Crotalus, familia Viperidae, descrisă de Laurence Monroe Klauber în anul 1952. A fost clasificată de IUCN ca specie în pericol. Conform Catalogue of Life specia Crotalus pusillus nu are subspecii cunoscute.